# Lorenzo Marcello
Lorenzo Marcello (Venezia, 19 settembre 1603 – Stretto dei Dardanelli, 26 giugno 1656) è stato un ammiraglio e politico italiano.

## Origini e carriera
Nacque a Venezia da Andrea di Iacopo Marcello (ramo di San Polo, dimorante a San Vidal) e da Elena di Girolamo Priuli (ramo di San Maurizio). Era il quarto di otto figli; dei quattro maschi, solo Giacomo (1593-1648) ebbe il compito di proseguire la casata, sposando Lucrezia Bembo.
Attratto dal mare sin dalla giovinezza, nel 1618 si imbarcò come "nobile di nave" nella galea di Antonio Pisani, provveditore dell'Armata. Dopo un anno di tirocinio, abbracciò la carriera navale: il 2 marzo 1625 fu nominato sopracomito di galea sottile e il 7 maggio 1628 fu eletto patron all'Arsenale. Governatore di galea grossa dal 16 giugno 1630, intraprese i suoi primi impieghi militari scortando i mercantili diretti in Siria e combattendo i Turchi nell'Egeo e alle Cicladi. Il 30 aprile 1634 fu nominato capitano della guardia del Regno di Candia e condusse un'intensa campagna contro i corsari che infestavano la zona, scacciandoli definitivamente. Il 6 settembre 1637 giunse un'ulteriore promozione a capitano delle galeazze.
Con questa carica prese parte alla scorta dei trasporti nel Mediterraneo orientale e alle operazioni contro i pirati barbareschi i quali, nel 1638, avevano devastato le coste della Puglia. Guidata da Antonio Marino Cappello, la flotta veneziana aveva stretto d'assedio i nemici che si erano rifugiati a Valona. Durante questo evento, il Marcello, che combatteva sotto il tiro delle batterie dei forti, venne ferito a un braccio da una scheggia; ciononostante, rimase al comando del proprio contingente sino alla vittoria, guadagnandosi l'elogio del Senato. Tornato a Venezia, i suoi meriti gli valsero, il 24 agosto 1638, la nomina a censore.
Il 3 maggio 1641 tornò in mare, ancora come capitano delle galeazze. Il 12 maggio divenne provveditore dell'Armata, la seconda carica dopo quella di capitano generale da Mar e operò ancora contro i pirati barbareschi attaccando Senigallia, che avevano occupato.

## La guerra di Candia
All'inizio della guerra di Candia (23 giugno 1645) il Marcello si trovava ancora in mare per ostacolare l'arrivo di rinforzi verso la Canea, occupata dai Turchi. Queste operazioni proseguirono anche nell'inverno successivo, tuttavia i Veneziani avevano bisogno di un intervento offensivo drastico ed efficace. Il Marcello fu uno dei più accesi sostenitori di una strategia di questo tipo, ma non trovò un forte seguito: oltre alla scarsità di risorse, si poneva il problema della mancanza di coordinamento tra i comandanti, cui si aggiungeva l'eccessiva prudenza del capitano generale Giovanni Cappello. Esemplari furono i fatti del marzo 1646: dopo aver preparato un piano per attaccare la Canea, il Marcello salpò con quattordici per unirsi ad altre squadre, ma dovette desistere poiché il Cappello aveva rinunciato all'impresa lasciando le sue navi alla Suda.
Più fortuna ebbe invece nel maggio 1647, quando inseguì un gruppo di navi turche che da Chio era fuggita a Napoli di Romania. I legni del Marcello, passati sotto i tiri delle batterie del forte di Cisme, riuscirono comunque a raggiungere il nemico e catturarono numerose imbarcazioni cariche di rifornimenti.
Nella primavera del 1648 militò nello Ionio e nell'Adriatico, difendendo le rotte di navigazione; dopodiché si riunì al resto della flotta, mostrando ancora una volta la sua propensione a una strategia aggressiva. Il governo veneziano, ora più vicino alle sue idee, si rivolse a lui per risollevare le truppe (demoralizzate dal terribile naufragio di centocinque navi, appena occorso) e il 9 maggio 1648 lo nominò "provveditore estraordinario in armata".
Nel periodo successivo il Marcello fu fautore di numerose imprese di tipo offensivo (anche se nessuna ebbe esiti decisivi) e più volte chiese di ovviare alle carenze e ai limiti della flotta veneziana. Frattanto le operazioni, già estese dalla Dalmazia all'Egeo, si indirizzarono gradualmente verso i Dardanelli.
Tra il 1650 e il 1655 passò più tempo in patria, venendo per quattro volte eletto senatore. Il 10 giugno 1655 tornò ad occuparsi direttamente della flotta: morto il capitano generale Girolamo Foscarini, ne prese il posto, scontrandosi subito con i diversi orientamenti di alcuni comandanti dello stato maggiore, ma fu sempre sostenuto dal governo e dalla stima dei suoi uomini.

## L'impresa dei Dardanelli e la morte
All'inizio del marzo 1656 il Marcello salpò da Candia con un piano ambizioso: distruggere la flotta nemica non appena avesse passato lo stretto dei Dardanelli e quindi ripiegare alla Canea per liberarla. Dopo aver sostanzialmente temporeggiato per qualche tempo, in aprile gli giunse la notizia di un'uscita della flotta da Costantinopoli; il Marcello, di conseguenza, si diresse verso lo stretto, giungendovi il 23 maggio con una flotta composta da 23 galee, 7 galeazze, 28 navi a vela e da naviglio minore, le quali, pur non perfettamente efficienti, contavano su uomini addestrati e dal morale elevato.
Dopo un ulteriore mese di attesa, il 23 giugno apparvero le navi turche: un centinaio di unità, che poco dopo il mezzogiorno del 6 giugno, profittando del vento favorevole, avanzò verso l'uscita dello stretto. I Veneziani erano schierati in tre formazioni disposte a semicerchio, in modo da bloccare l'intero passaggio dalla costa europea a quella asiatica.
I legni turchi, protetti da terra dai forti, si rivolsero inizialmente al centro del semicerchio, dove si trovava proprio il Marcello. Il comandante si pose al centro dei combattimenti senza risparmiarsi: venne colpito da un cannone mentre si accingeva ad abbordare una nave nemica e morì tra le braccia del suo luogotenente Giovanni Marcello, il quale ne coprì la salma per non demoralizzare gli equipaggi. Sotto il nuovo comando di Barbaro Badoer, i Veneziani conseguirono un grandissimo successo, con decine di navi nemiche catturate o distrutte.
Fu Lazzaro Mocenigo a portare in Patria la notizia della vittoria, assieme al corpo del Marcello che, dopo i funerali di Stato, venne sepolto nella tomba di famiglia a San Vidal. I familiari ebbero numerose ricompense e il fratello Girolamo ricevette il titolo di cavaliere di San Marco.
Della sua eredità, come riportato nel suo testamento del 1652, godettero alcuni enti religiosi e assistenziali, la servitù e i parenti, mentre il grosso del suo patrimonio (circa 75.000 ducati) finiva ai pronipoti, figli del nipote prediletto Andrea.